# 12472 Samadhi
12472 Samadhi eller 1997 CW11 är en asteroid i huvudbältet som upptäcktes den 3 februari 1997 av Spacewatch vid Kitt Peak-observatoriet. Den är uppkallad efter begreppet Samadhi.
Asteroiden har en diameter på ungefär 3 kilometer.